# (719) Albert
(719) Albert ist ein Asteroid vom Amor-Typ, einer Gruppe von Asteroiden, deren Bahnen die Erdbahn kreuzen können. Albert wurde bereits am 3. Oktober 1911 von Johann Palisa an der Universitätssternwarte Wien entdeckt -- als zweiter dieser Klasse von Kleinplaneten, als erster war am 13. August 1898 von Gustav Witt (433) Eros an der Sternwarte der Berliner Urania gefunden worden.
Benannt wurde er zu Ehren von Baron Albert Freiherr von Rothschild, einem der Förderer der Sternwarte. Der Asteroid ging allerdings wieder verloren und konnte erst im Jahre 2000 von Wissenschaftlern des Spacewatch-Team der University of Arizona wiederentdeckt und von Gareth Vaughan Williams identifiziert werden. Seine Größe wird auf zwei bis vier Kilometer geschätzt. Albert nähert sich der Erde etwa alle 30 Jahre und kann dabei auf 30 Millionen Kilometer an sie herankommen.

## Einzelnachweis
1. ↑  Astronomers rediscover long-lost asteroid. In: Science News. 1. November 2002, abgerufen am 28. August 2021 (englisch).